# Den Kongelige Livgarde
Den Kongelige Livgarde, i daglig tale Livgarden, blev stiftet af Frederik 3. den 30. juni 1658. Ud over at fungere som kongefamiliens ceremonielle vagtkorps er Livgarden også et infanteriregiment, der indgår i Hæren. Garderne gennemgår både en basismilitær uddannelse og en vagtuddannelse.

## Navnet
Regimentet har igennem historien haft forskellige navne. Det blev oprettet under navnet Kongens Livregiment/Regiment de Garde til Fods (eventuelt efterfulgt af chefens navn); den første chef var Frederik Ahlefeldt.
I 1684 skiftede regimentet navn til Den Kongelige Livgarde til Fods, som det hed indtil 1867. Umiddelbart inden var Livgarden til Hest blevet nedlagt, så en forveksling var ikke længere mulig.

## Historie

### Oprettelsen
Regimentet blev oprettet som følge af, at Frederik 3. indså, at Roskildefreden, som var indgået med svenskerne 26. februar 1658, formentlig ville blive kortvarig. Regimentet bestod som det eneste danske regiment udelukkende af soldater fra det danske område. Hærens øvrige regimenter rekrutterede også udlændinge. Kommandosproget i livgarden var fra første færd dansk, mens det i resten af hæren var tysk. Dermed håbede kongen at sikre sig en større loyalitet fra regimentet.
Oprettelsen af regimentet foregik ved at sammenlægge flere eksisterende kompagnier: Frederik Ahlefeldts norske kompagni sammen med med to andre norske kompagnier fra garnisonen i Bohus, Niels Pallesen Rosenkrantz' kompagni af gønger, Ulrich von Dewitz sjællandske kompagni, Holger Mormanns skånske kompagni og Christopher Gjeddes kompagni.

### De første kampe
Regimentet var første gang i kamp, da svenskerne, efter at have brudt freden, gik i land i Korsør, den 8. august 1658. Under belejringen af København i 1658-1660 udgjorde livgarden omkring en femtedel af den danske styrke.
Derefter deltog livgarden i samtlige danske krige og et par udenlandske:
- 1658-59 – Anden Karl Gustav-krig.
- 1675-79 – Skånske Krig.
- 1688-97 – Den Pfalziske Arvefølgekrig (en bataljon i engelsk-nederlandsk tjeneste i Irland og Flandern).
- 1701-13 – Den spanske arvefølgekrig (en bataljon i engelsk tjeneste i Flandern og i Blenheim i Sydtyskland).
- 1709-1720 – Store Nordiske Krig.
- 1807-14 – Napoleonskrigene (København).
- 1848-50 – 1. Slesvigske Krig.
- 1864 – 2. Slesvigske Krig.
- 1940 – Kampen ved Amalienborg.
- 1943 – Kampen ved Livgardens Kaserne, Jægersborg Kaserne og Sorgenfri Slot.

### Moderne tid
I nyere tid har Livgarden også været et af de regimenter i Hæren, som udsender personel til internationale operationer.
Personel fra Livgarden har været udsendt til:
- Cypern
- Kroatien
- Bosnien
- Kosovo
- Eritrea
- Afghanistan
- Irak
- Estland
- Letland

Den 23. marts 2006 omkom en konstabel fra livgarden, da hans vogn blev ramt af en vejsidebombe i Al-Hartha i Basra-provinsen i Irak. Konstablen var Jesper Nielsen fra Struer i Nordvestjylland. Derudover har regimentet mistet 14 soldater i Helmand i Afghanistan (pr. november 2010).
Den sidste weekend i juni 2008 fejrede Den kongelige Livgarde sit 350 års jubilæum med opvisninger på Rosenborg Eksercerplads, march igennem København med tjenestegørende såvel som gamle gardere og en stor aftenfest i Bella Center med kongelig deltagelse. Ved Livgardens jubilæum mindedes de gardere, som havde mistet livet under Livgardens indsats i blandt andet Afghanistan og Irak.

## Organisation
I dag består Den Kongelige Livgarde af følgende enheder:
- Regimentsstab (Garnisonsstøtteelement) under stabschef major Søren Schwartz-Møller.
- Vagtkompagni/Den Kongelige Livgarde med Livgardens Tambourkorps under major Hans-Christian Rørvang.
- Den Kongelige Livgardes Musikkorps.
- I Bataljon/Den Kongelige Livgarde (I/Livgarden).
- II Bataljon/Den Kongelige Livgarde (II/Livgarden).

I/Livgarden indgår som panserinfanteribataljoner i Hærens 1. Brigade, mens II/Livgarden indgår som uddannelsesbataljon direkte under Livgarden.
Den Kongelige Livgarde har ligeledes haft opstillingsansvaret for følgende enheder:
- III Bataljon/Den Kongelige Livgarde (III/Livgarden) (Oprettet 1932, nedlagt i 2005 og genoprettet i 2011 og igen nedlagt i 2018[3]).
- IV Bataljon/Den Kongelige Livgarde (IV/Livgarden) (Oprettet i 1961, nedlagt i 2005).
- V Bataljon/Den Kongelige Livgarde (V/Livgarden) (Oprettet i 2000, nedlagt i 2005).
- VI Bataljon/Den Kongelige Livgarde (VI/Livgarden) (Oprettet i 2000, nedlagt i 2005).
- VII Bataljon/Den Kongelige Livgarde (VII/Livgarden) (Oprettet i 2000, nedlagt i 2005).
- Stabskompagni/3. Sjællandske Brigade (Oprettet i 1968, nedlagt i 1974).
- Stabskompagni/SHIRBRIG (Oprettet i 1996, nedlagt i 2008).
- Stabskompagni/1. Sjællandske Kampgruppe (Oprettet i 1983, omdøbt til STKMP/3 SKG i 1997, omdøbt til STKMP/SKG i 2000, nedlagt i 2005).
- Et ukendt antal Sikringskompagnier.

### Personel
Unge indkaldt til at aftjene værnepligten ved Den Kongelige Livgarde på Garderkasernen i Høvelte gør tjeneste ved II/Livgarden eller III/Livgarden.
Efter at have været på REX-tur og have fået udleveret sine rex'er (et mærke med monarkens monogram) kan Livgardens regimentsbælte købes. Bæltet har følgende farver:
- Tyk rød streg i top og bund (symboliserer, at livgarden er et kamptropregiment af infanteriet).
- Tynd sort streg henholdsvis under og over den røde streg (skillefarve).
- To tykke streger i midten, henholdsvis blå og hvid (regimentsfarverne, visse steder er farven hvid vist som sølv).

Regimentets faner er blevet tildelt tre fanebånd med navne på slag, hvori regimentet har udmærket sig:
1. København 1658-1659, Nyborg 1659, Lund 1676, Malmø 1677.
2. Helsingborg 1710, Gadebusch 1712, Stralsund 1715, Isted 1850, Dybbøl 1848 og 1864.
3. Amalienborg 9. april 1940.

## Mottoer
Livgardens motto er ”Pro Rege Et Grege” – For konge og Folk.
Stabskompagni, 1. bataljon motto lyder ”Plus Ultra” – Ud over dette / længere ud.

1. Kompagni, 1. bataljons motto lyder: ”Dominus Providebit” – Herren er mit forsyn (Kong Frederik d. III's valgsprog).

2. Kompagni, 1. bataljons motto lyder: ”Soli Deo et Regi” – Kun Gud og Konge.

3. Kompagni, 1. bataljons motto lyder: ”Deo Duce Vendice Dextra” – Med gud som fører og højre hånd som værge.

4. Kompagni, 1. bataljons motto lyder "Aut mori Aut vincere" – Død eller sejr.

Stabskompagni, 2. bataljons motto lyder ”Vincere Volumus” – Vi vil sejre.

1. Kompagni, 2. bataljons motto lyder: ”Primus Inter Pares” – Først blandt ligemænd.

2. Kompagni, 2. bataljons motto lyder: ”Second 2 None” – Nummer to efter ingen (= ingen er bedre).

3. Kompagni, 2. bataljons motto lyder: ”Voluntas Victoriae” – Vilje til sejr.

4. Kompagni, 2. bataljons motto lyder: "Vivit is Qui se utitur" – Den lever, som bruger sine evner.

5. Kompagni, 2. bataljons motto lyder: "Øvelse gør mester – prøvelse gør mand."

6. Kompagni, 2. bataljons motto lyder: ”Per Aspera Ad Astra” – Gennem Kamp til Sejr (Gennem trængsler til stjernerne)

Stabskompagni, 3. bataljon motto lyder "Pro Regis Salute" – For Kongens sikkerhed.

1. Kompagni, 3. bataljons motto lyder: ”Semper Primus” – Altid først.

2. Kompagni, 3. bataljons motto lyder: ”Leads the way” – Viser vejen; Ændret til “Nil Supra” – Ingen over! Ingen Bedre!

3. Kompagni, 3. bataljons motto lyder: pt ikke oprettet.

4. Kompagni, 3. bataljons motto lyder: pt ikke oprettet.

## Vagttjenesten
Livgardens vagttjeneste afhænger af kongefamiliens opholdssted. Amalienborg har været hovedresidens siden 1794. Fredensborg har været brugt siden 1863, Marselisborg ved Århus siden 1902, og Gråsten Slot siden 1935. Christiansborg Slot benyttes ved særlige lejligheder. Det karakteristiske røde, mangekantede skilderhus kan føres tilbage til indvielsen af det første Christiansborg i 1740.
Livgarden bestrider også vagten ved ambassadørbesøg eller ved andre kongelige begivenheder som bryllup eller barnedåb.
Vagtkompagniet består af fire vagthold, 1., 2., 3. og 4. vagthold. 1. vagthold omfatter de højeste af garderne og 4. vagthold de laveste (mindst 175 cm). Små, farvede plastclips (delingssløjfer) på skulderstropperne på M/11 uniformen (MTS hverdagsuniform) og farvede sabelkviste i forbindelse med blå/rød uniform angiver garderens vagthold; 1. rød, 2. hvid, 3. blå, og 4. gul. Hver dag er et vagthold på vagt.
Vagten starter typisk kl. 12 og kører 24 timer. Hver vagthold er inddelt i tre hold, og hvert hold er på vagt i to timer uden for skilderhusene eller postgang. Derefter har holdet fire timer i vagtstuen, som bruges på at hvile, sove og have telefonvagt, hvor sergenten kan holde pause.
Et eksempel på en uge i vagtkompagniet for 1. vagthold:
- Mandag: Tiltrædende vagt.
- Tirsdag: Aftrædende vagt.
- Onsdag: Ø-dag*.
- Torsdag: Tiltrædende vagt.
- Fredag: Aftrædende vagt.
- Lørdag: Fri.
- Søndag: Tiltrædende vagt.

Ø-dag bruges på at øve eksercits – dog når garderne er blevet gode nok, typisk efter 1-1½ måned, får de fri på Ø-dagene (Ø-fri). Der kan ikke ligge Ø-dage i weekenderne. Hvis garderen lige er startet i vagtkompagniet og har aftrædende vagt om fredagen, kan han ikke have Ø-dag om lørdagen. Han har så fri i stedet.
Det er ikke alle på et vagthold, der skal på vagt. Nogle fungerer som vagtreserve, mens andre har vagtfri.

### Kongevagt
Der oprettes kongevagt, når Hans majestæt Frederik 10. bor på det pågældende slot. Dvs. at når Hans majestæt kongen er på Amalienborg Slot, er der kongevagt på Amalienborg. Er Hans majestæt kongen således på Fredensborg, er der kongevagt der etc.
Til en kongevagt på Amalienborg Slot stilles følgende vagtstyrke:
Paraden og vagten består af:
- Vagtkommandør: Major eller kaptajn.
- Næstkommanderende: Kaptajn eller premierløjtnant.
- Fane: Galla- eller bataljonsfane.
- Fanebærer: Oversergent eller sergent.
- Vagtparade: 36 gardere.
- Vagtstyrke: 18-24 gardere.
- Musikkorps: Op til 36 musikere med stabstambur i spidsen (tamburmajor) samt en dirigent.
- Tamburkorps: 16 tamburer, men undertiden 12.

#### Opstilling ved Kongevagt
Amalienborg består af fire palæer: Chr. VII's palæ, Chr. VIII's palæ, Fr. VIII's palæ og endeligt Chr. IX's palæ.
Vagtstyrken er inddelt i tre hold. De kaldes afløsninger.
1. afløsning er på vagt i tidsrummene 12-14, 18-20, 00-02 og 06-08.
2. afløsning er på vagt fra 14-16, 20-22, 02-04 og 08-10.
3. afløsning er på vagt fra 16-18, 22-24, 04-06 og 10-12.
Hver afløsning består af en kongevagt af seks gardere, heraf en Post for Gevær (PFG).
Post for Gevær er placeret ved kolonnaden og bevogter dels kolonnaden, dels Chr. VII's palæ.
Herudover er garder (GD) nr. 2 placeret ved Chr. VIII's palæ. Garder 3 ved Fr. VIII's palæ og endelig er tre gardere placeret ved Chr. IX's palæ, dronningens palæ. Her står der en garder ved "Køkkenporten", der er tættest på Operaen, mens to gardere står vagt ved "Hovedporten", som er den port, der vender hen mod kolonnaden. Hvis hans majestæt kong Frederik bor i deres palæ, vil der være otte gardere.

### Løjtnantsvagt
Der oprettes løjtnantsvagt, når HM, Kong Frederik X, er fraværende, men:
1. HM, Margrethe 2., Dronning Mary af Danmark eller HKH Prins Joachim bor på Amalienborg og samtidig er regent, henholdsvis rigsforstander.
2. HKH Prinsesse Benedikte bor på Amalienborg.

Paraden og vagten består af:
- Vagtkommandør: Kaptajn eller premierløjtnant.
- Næstkommanderende: Oversergent eller sergent.
- Vagtparade: 36 gardere.
- Vagtstyrke: 15-18 gardere.
- Musikkorps: Indtil 36 musikere.
- Tamburkorps: 12 tamburer.

#### Opstilling ved Løjtnantsvagt
Opstillingen ved en Løjtnantsvagt er præcis som ved en Kongevagt, dog med et par undtagelser. I stedet for at have tre gardere foran det "vigtigste" palæ er der kun to gardere (en ved hver port). Hvilket palæ det er, afhænger af, hvilke medlemmer af Kongefamilien der bor på Amalienborg.
Vagten består her af 15 eller 18 gardere, afhængig af hvem der er til stede på Amalienborg Slot.

### Palævagt
Palævagt oprettes, når hverken Kongevagt eller Løjtnantsvagt er oprettet (eksempelvis når Kongen bor på Gråsten, Fredensborg eller Marselisborg Slot).
Vagten består af:
- Vagtkommandør: Sergent.
- Vagtstyrke: 12-18 gardere.

#### Opstilling ved Palævagt
Ved en Palævagt er der kun fire gardere i hver afløsning, hvilket passer med én garder foran hvert palæ. Palævagt er som tidligere nævnt, når medlemmer af kongefamilien ikke bor på Amalienborg. Det er f.eks. i juledagene, hvor kongefamilien er samlet på Marselisborg, eller i sommerhalvåret, hvor den er bosat på Fredensborg Slot.
Den garder, som står i Kolonnaden på Amalienborg, kaldes Post for Gevær. Benævnelsen stammer fra før i tiden, hvor garderne ikke bar rundt på deres geværer, men våbnene derimod stod i geværstøtterne ved siden af kolonnaden. Garderen var derfor vagt over for geværerne. Nu til dags har alle garderne deres gevær på sig, og Post for Gevær har derfor ikke længere samme funktion. Deraf også det, at garderne i dagtimerne træder til gevær, hvilket betyder, at når afløsningen skal af sted hver anden time, går alle de postfrie gardere ud i geværstøtterne, hvor deres geværer stod før i tiden.
Post for Gevær er den, der fører garderne rundt på Amalienborg, når de skal afløses eller tiltræde. Post for Gevær har desuden ansvaret for, at reglerne på pladsen bliver overholdt. Dette gælder alle palæer og slotte, hvor Den Kongelige Livgarde har gardere. Post for Gevær vælges blandt de bedre soldater, der har mest ledelsesansvar.

## Vedligeholdelse af vagtudrustning
En vigtig del af vagttjenesten og en stor del af en ny garders fritid tidligt i tjenesten i Vagtkompagniet er vedligeholdelse af vagtudrustningen og klargøring til vagt. Dette gælder dog kun for blå og rød vagtmæssig. Det vil sige den uniform, man kender fra Amalienborg. Denne uniform anvendes ligeledes på Christiansborg, Fredensborg, Marselisborg og Gråsten. Bjørneskindshuen skal dampes og friseres jævnligt. Våbenfrakken skal presses, og knapperne skal være fastsyet og afsprittes efter hver vagt, bukserne skal rengøres og presses, støvlerne skal være velpudsede, lige som siderne og snuderne skal gejles.
Blandt garderne anses 'gejling' for lidt af en videnskab, og der findes mange måder at gejle på. Målet med gejlingen er opnå spejlblank overflade på støvlesnuden. Til det bruges skosværte (kiwi), vat og vand, samt hårdt og tålmodigt arbejde. Sabelskeden skal ligeledes gejles. En sabelskede tager omkring 15 timer, at gejle op fra bunden, mens støvlerne tager cirka 40 timer. Vagttasken skal ikke længere gejles i samme forstand, som den tidligere er blevet gejlet, og dette er grundet at den nu indeholder førstehjælpsudstyr. Vagttasken er derfor blevet mere funktionel.  Messingen på sablen skal desuden pudses. Inden hver vagt stiller man til kontrol af udrustningen, således at Vagtparaden fremstår som en flot og ensartet enhed, når den marcherer gennem Københavns gader. Hvis en garder under inspektion ikke har vedligeholdt sin blå/røde udrustning ordentligt, eller garderens vedligeholdelse ikke lever op til den inspektionshavendes forventninger, får garderen noteret "dårlig puds" på det pågældende stykke udrustning. Dette kan betyde, at den inspektionshavende kalder en reserve på vagt og sender den pågældende garder op for at vedligeholde den udrustning, der ikke er i orden. Ved gentagne "dårlig puds" kan garderen indberettes for misligholdelse af vagtudrustning. Omvendt kan garderen også få noteret "god puds", hvis hans vedligeholdelse ligger over den inspektionshavendes standard. Typisk vil en garder, der får noteret "god puds" på al sin udrustning fem gange, blive indstillet til vagtfri, og garderen kan så selv vælge, hvilken dag han ønsker at have en fridag på.

## Livgardens Historiske Samling
Livgardens Historiske Samling blev indviet den 12. januar 1978 af Hendes Majestæt Dronningen og Hans Kongelige Højhed Prinsen. Samlingen ligger på Livgardens Kaserne ved Rosenborg. Kasernen og Rosenborg Eksercerplads har været udgangspunkt for vagttjenesten ved de kongelige slotte og palæer siden 1786. Samlingen af blandt andet uniformer, våben, billeder, modeller og musikalier viser Den Kongelige Livgardes historiske udvikling som gardeenhed og som feltenhed fra oprettelsen i 1658 til nutiden.

## Mindedage ved Den Kongelige Livgarde
- 30. juni 1658 – Livgardens oprettelsesdag.
- 11. februar 1659 – Stormen på København.
- 31. juli 1807 – Udfaldet i Classens Have.
- 25. juli 1850 – Slaget ved Isted.
- 18. april 1864 – Stormen på Dybbøl.
- 9. april 1940 – Angrebet på Amalienborg.
- 29. august 1943 – Angrebet på Sorgenfri Slot og Livgardens Kaserne.

## Chefsrække
- Den første chef var Frederik Ahlefeldt 1658-1672.
- Ved hertug Ferdinand Vilhelm af Württemberg-Neuenstadts død 1701 overtog kongen chefsposten og styrede Garden ved kommandører. Kongen var således chef for Garden til Fods 1701-1867 og Garden til Hest 1708-1866 (efter Niels Krabbes død).
- Kong Carl XV af Sverige og Norge var æresoberst 1860-1872.
- Czar Alexander III af Rusland var æresoberst 1879-1894.
- Kronprins Christian (X) var chef 1906-1908.

| Regimentschefer 1658-1701                   | Regimentschefer 1658-1701       |
| Navn                                        | Periode                         |
| ------------------------------------------- | ------------------------------- |
| Frederik Ahlefeldt                          | 7. juni 1658 – 1. juli 1672     |
| Niels Rosenkrantz                           | 1. juli 1672 – 3. juli 1676     |
| Siegfried Bibow                             | 4. juli 1676 – 26. juni 1677    |
| Renard Keller                               | 27. juni 1677 – 15. januar 1678 |
| Jobst Scholten                              | 15. januar 1678 – 25. juni 1679 |
| Georg Wallis                                | 25. juni 1679 – 16. marts 1682  |
| Ferdinand Vilhelm af Württemberg-Neuenstadt | 16. marts 1682 – 17. juni 1701  |

| Mathias Leopold Wedell                                  | 18. juni 1701 – 1702      |
| Thomas Weinigel                                         | 17. oktober 1702 – 1708   |
| Carl Gustav von Malzahn                                 | 27. februar 1708 – 1709   |
| Christian Albrecht Danckwarth                           | 27. september 1709 – 1710 |
| Joachim Bernt Eickstedt                                 | 25. marts 1710 – 1711     |
| Wilhelm Albrecht Schack Wittenau                        | 30. januar 1711 – 1716    |
| Hans Jacob Arnoldt                                      | 5. september 1716 – 1728  |
| Frederik Hans Walter                                    | 11. oktober 1728 – 1738   |
| Andreas August Pretorius                                | 11. november 1738 – 1741  |
| Heinrich Sigismund Castonier                            | 9. juni 1741 – 1753       |
| Frederik Ludvig Danneskiold-Laurvig                     | 28. februar 1753 – 1762   |
| Frederik Carl Ferdinand af Braunschweig-Lüneburg-Bevern | 1. september 1762 – 1763  |
| Caspar Herman Gottlob Moltke                            | 7. december 1763 – 1765   |
| Gottfried von Pentz                                     | 13. februar 1765 – 1766   |
| Carl af Hessen-Kassel                                   | 25. marts 1766 – 1767     |
| Christian Magnus Frederik Moltke                        | 1. april 1767 – 1767      |
| Johan Daniel Kreber                                     | 10. december 1767 – 1769  |
| Clemens August Haxthausen                               | 14. juni 1769 – 1785      |
| Frederik Wilhelm Philip af Württemberg-Stuttgart        | 7. januar 1785 – 1806     |
| Carl Ludwig von Baudissin                               | 2. april 1806 – 1814      |
| Georg Ludvig von der Schulenburg                        | 20. marts 1814 – 1828     |
| Johan Detlev von Zepelin                                | 30. marts 1828 – 1842     |
| Niels Juel                                              | 1. juli 1842 – 1848       |
| Johan Hjeronimus Kirchhoff                              | 21. juni 1848 – 1851      |
| Carl Barner                                             | 24. maj 1851 – 1862       |
| Georg Henrik de Lasson                                  | 12. april 1862 – 1863     |
| Johan Cornelius Krieger                                 | 1. december 1863 – 1865   |
| Christian Frederik Bauditz                              | 16. august 1865 – 1874    |

| Regimentschefer siden 1874                      | Regimentschefer siden 1874       |
| Navn                                            | Periode                          |
| ----------------------------------------------- | -------------------------------- |
| Johan Cornelius Krieger                         | 1874 – 1876                      |
| Ferdinand Friederich Heinrich Baller            | 1876 – 1879                      |
| Agathon Nickolin                                | 1879 – 1883                      |
| Johannes Eduard Beissenherz                     | 1883 – 1888                      |
| Rudolph Theodor Bartels                         | 1888 – 1894                      |
| Conrad Johan Carl Frederik Kranold              | 1894 – 1897                      |
| Waldemar Eduard Lemvigh                         | 1897 – 1905                      |
| Peter Michael Herbst                            | 1905 – 1906                      |
| Kronprins Christian (X)                         | 1906 – 1908                      |
| Albert Arendrup                                 | 1908                             |
| Ellis Wolff                                     | 1908 – 1911                      |
| Axel Kauffmann                                  | 1911 – 1913                      |
| Theodor Freiesleben                             | 1913 – 1920                      |
| Sophus Honnes de Lichtenberg (OL)               | 1920 – 1926                      |
| Vilhelm baron Wedell-Wedellsborg                | 1926 – 1934                      |
| Christian Ludvig Ernst Øllgaard                 | 1934 – 1939                      |
| Kristian Knudtzon                               | 1939 – 1941                      |
| Holger Schwarz-Nielsen                          | 1941 – 1946                      |
| Kay Heinrich Jessen Bruhn                       | 1946 – 1951                      |
| Volmer Leopold Undset Gyth                      | 1952 – 1955                      |
| Ernst Theodor Christian Andreas von Freiesleben | 1955 – 1959                      |
| Per Winkel                                      | 1959 – 1962                      |
| Christian Gustav Ulrik Grüner                   | 1962 – 1972                      |
| Niels Christian Frederiksen                     | 1972 – 1979                      |
| Jørgen A. Schousboe                             | 1979 – 1986                      |
| Hans Henning Jørgensen                          | 1986 – 1990                      |
| Niels Christian Eigtved                         | 1990 – 1996                      |
| Jens Greve                                      | 1996 – 2001                      |
| Flemming Rytter                                 | 2001 – 2005                      |
| Lasse Harkjær                                   | 2005 – 31. januar 2013           |
| Klavs Lawes                                     | 1. februar 2013 – 29. april 2016 |
| Mads Rahbek                                     | 29. april 2016 –                 |

### 1. bataljon
1. bataljon er oprettet 7. december 1763 af 12 kompagnier fra Grenaderkorpset og Livgarden.
| Chefer for 1. bataljon             | Chefer for 1. bataljon   |
| Navn                               | Periode                  |
| ---------------------------------- | ------------------------ |
| Carl af Hessen-Kassel              | 7. december 1763 – 1767  |
| Frederik af Hessen-Kassel          | 1. april 1767 – 1769     |
| Holger Trolle                      | 21. juni 1769 – 1771     |
| Seneca Otto von Falkenskiold       | 20 februar 1771 – 1772   |
| Magnus Frederik Barner             | 22. januar 1772 – 1787   |
| Frederik Carl Emil af Augustenborg | 2. november 1787 – 1801  |
| Frederik Vilhelm Falbe             | 1801 – 1809              |
| Gustaf Vilhelm Stramboe            | 2. februar 1809 – 1813   |
| Philip Gotlieb Normann             | 16. oktober 1813 – 1816  |
| Christian Ulrik Sundt              | 1. februar 1816 – 1833   |
| Carl Rømeling                      | 5. juni 1833 – 1839      |
| Erik Onserud                       | 18. marts 1839 – 1842    |
| Olaf Rye                           | 1. juli 1842 – 1854      |
| Christian Lund Walther             | 2. juni 1848 – 1854      |
| Max Müller                         | 9. oktober 1854 – 1863   |
| Charles Beck                       | 1. december 1863 – 1864  |
| Ditlef Høst                        | 3. juli 1864 – 1864      |
| Charles Beck                       | 18. oktober 1864 – 1864  |
| Ditlef Høst                        | 22. december 1864 – 1867 |
| Ezechias August Stinzing Stricker  | 1. oktober 1867 –        |

| Chefer for 1. Livgardebataillon 1932-1951 herefter benævnt I/Den Kongelige Livgarde – Alle oberstløjtnant | Chefer for 1. Livgardebataillon 1932-1951 herefter benævnt I/Den Kongelige Livgarde – Alle oberstløjtnant |
| Navn | Periode                                                                                                   |
| --- | --- |
| V. Wedell-Wedellsborg                                                                                     | 01-06-1926 – 31-10-1932                                                                                   |
| C.C.U. Ramsing                                                                                            | 01-11-1932 – 31-10-1939                                                                                   |
| V.W. Gudme                                                                                                | 01-11-1939 – 13-09-1945                                                                                   |
| E.H. Augsburg                                                                                             | 14-09-1945 – 31-10-1951                                                                                   |
| P. Winkel                                                                                                 | 01-11-1951 – 31-08-1954                                                                                   |
| G.C. Münter                                                                                               | 01-09-1954 – 31-10-1958                                                                                   |
| F.G. Tillisch                                                                                             | 01-11-1958 – 31-10-1960                                                                                   |
| C.G.A.H. Bernhoft                                                                                         | 01-11-1960 – 30-04-1962                                                                                   |
| P.O. Bjerrum                                                                                              | 01-05-1962 – 30-04-1963                                                                                   |
| H. Berg                                                                                                   | 01-05-1963 – 01-07-1964                                                                                   |
| A.J. Adolph                                                                                               | 01-07-1964 – 28-02-1966                                                                                   |
| N.C. Frederiksen                                                                                          | 01-03-1966 – 31-05-1967                                                                                   |
| J.O. Koefoed                                                                                              | 01-06-1967 – 12-05-1969                                                                                   |
| J.A. Schousboe                                                                                            | 12-05-1969 – 31-12-1971                                                                                   |
| H.-H. Jørgensen                                                                                           | 01-01-1972 – 30-04-1973                                                                                   |
| T.B. Pilgaard                                                                                             | 01-05-1973 – 12-08-1975                                                                                   |
| N. Nordentoft                                                                                             | 13-08-1975 – 03-05-1976                                                                                   |
| H. Gram                                                                                                   | 01-06-0976 – 30-06-1977                                                                                   |
| E.B. Herlevsen                                                                                            | 01-07-1977 – 31-07-1978                                                                                   |
| C. Fox Maule                                                                                              | 01-08-1978 – 31-11-1979                                                                                   |
| P. Honnens de Lichtenberg                                                                                 | 01-12-1979 – 30-11-1981                                                                                   |
| C.C. Ahnfeldt-Mollerup                                                                                    | 01-12-1981 – 30-10-1983                                                                                   |
| N.C. Eigtved                                                                                              | 01-10-1983 – 28-02-1986                                                                                   |
| H.G.G. Grüner                                                                                             | 01-03-1986 – 31-01-1988                                                                                   |
| J. Greve                                                                                                  | 01-02-1988 – 31-03-1990                                                                                   |
| T.K. Harder                                                                                               | 01-04-1990 – 13-02-1992                                                                                   |
| F. Rytter                                                                                                 | 14-02-1992 – 20-01-1993                                                                                   |
| J.B. Andersen                                                                                             | 22-01-1993 – 30-10-1994                                                                                   |
| F.H. Bertelsen                                                                                            | 01-11-1994 – 30-06-1995                                                                                   |
| P. Ludvigsen                                                                                              | 01-07-1995 – 31-12-1995                                                                                   |
| F.S. Thygesen                                                                                             | 01-01-1996 – 31-03-1997                                                                                   |
| L. Harkjær                                                                                                | 01-04-1997 – 15-05-1998                                                                                   |
| S.B. Bojesen                                                                                              | 18-05-1998 – 14-11-1999                                                                                   |
| P.O. Elkjær                                                                                               | 15-11-1999 – 28-02-2002                                                                                   |
| K.H. Lawes                                                                                                | 01-03-2002 – 30-09-2003                                                                                   |
| U.J. Hellebjerg                                                                                           | 01-10-2003 – 30-04-2004                                                                                   |
| P.H. Mikkelsen                                                                                            | 01-05-2004 – 31-08-2005                                                                                   |
| K. Kristensen                                                                                             | 01-09-2005 – 28-02-2008                                                                                   |
| P.O. Holck                                                                                                | 01-03-2008 – 31-10-2008                                                                                   |
| F. Mathiasen                                                                                              | 01-12-2008 – 28-02-2010                                                                                   |
| A. Mærkedahl Pedersen                                                                                     | 01-03-2010 – 31-03-2020                                                                                   |
| K.J. Strøm                                                                                                | 01-06-2015 - 08-10-2018                                                                                   |
| T Lunau                                                                                                   | 01-04-2020 -                                                                                              |